# Ruppeliana signiceps
Ruppeliana signiceps är en insektsart som beskrevs av Carl Stål 1862. Ruppeliana signiceps ingår i släktet Ruppeliana och familjen dvärgstritar. Inga underarter finns listade i Catalogue of Life.